# Ars nova (polyfonie)

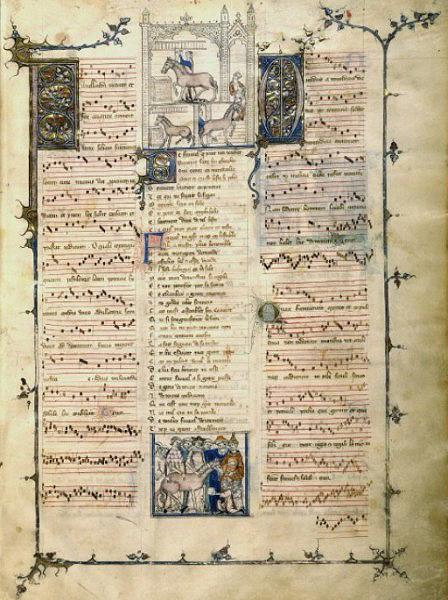
Pagina uit het Franse manuscript Livres de Fauvel, Parijs, B.N. fr. 146 (ca. 1318)

De ars nova (Latijn voor 'nieuwe kunst') is een vorm van meerstemmige muziek uit de 14e eeuw waarbij de stemmen van de polyfonie in gelijk ritme voortschrijden. Deze kunstvorm werd genoemd naar het gelijknamige traktaat van Philippe de Vitry uit ca. 1320 en ontwikkelde zich rond 1300 in Frankrijk en Bourgondië.  Een belangrijk beoefenaar ervan was Guillaume de Machaut (ca. 1300 - 1377). Vanaf ongeveer 1380 verloor deze muziekstijl meer en meer terrein aan de nieuw opkomende Vlaamse Polyfonie, om er uiteindelijk helemaal door te worden vervangen.

## Geschiedenis van de Ars Nova
De muziek van de periode tussen de 12e en 13e eeuw staat bekend als de ars antiqua ('oude kunst').  De muziek uit deze periode maakt vaak een meer statische indruk. In 1309 begon de Babylonische ballingschap van de paus in Avignon en daarmee een tijd van vernieuwing en experimenteren. Met voortrekkers als Philippe de Vitry ontstond een geheel nieuwe stijl met steeds toenemende, vooral ritmische complexiteit. Er werden daarvoor nieuwe notaties bedacht. Er ontstond muziek met een traag verlopende onderstem, de cantus firmus, met daarboven een of meerdere stemmen die in hoog tempo allerlei ritmische capriolen uithalen. Een latere vertegenwoordiger van de ars nova en meteen ook een van de grootste componisten was Guillaume de Machaut. Hij werkte met isoritmie, dat wil zeggen dat hetzelfde ritmische motief door verschillende stemmen werd overgenomen.
Ook op het gebied van het toonstelsel waren er vernieuwingen, hoewel zij door de ritmische ontwikkeling wat overschaduwd werden. De oude muziek werd beheerst door de leer van Guido van Arezzo met zijn zeven hexachorden. Binnen dat stelsel kon alleen de toon B als naturale (b) en als mollum (bes) voorkomen. Halve toonafstanden invoeren op andere plaatsen werd door de (kerkelijke) autoriteiten niet op prijs gesteld. In de ars nova begon men echter ook op andere plaatsen 'fictieve' hexachorden in te voeren. Zo ontstonden accidentele verhogingen en verlagingen die men 'ficta' noemt. Deze mutaties moeten echter niet verward worden met de latere modulaties. In de ars nova waren de stemmen grotendeels autonoom en de mutaties die door de ficta in de toonreeks werden aangebracht waren dan ook per stem verschillend. Het is dus heel goed mogelijk dat in de ene stem een f en een bes voorgeschreven staat en in de andere een fis en een b. Vaak werd het aan het kunstenaarschap van de zanger overgelaten hoe botsingen daartussen te vermijden waren.
De latere fase van de ars nova heet ook wel de ars subtilior. In die latere tijd trachtte het hof van Avignon zijn prestige wat op te vijzelen door als schutspatroon van de kunsten op te treden en aan het pauselijk hof verbleef dan ook een groep avant-gardistische componisten die men de fumeux noemt. Een voorbeeld is Solage. Van hem en zijn mede-fumeux kan gezegd worden dat zij er lustig op los experimenteerden. Dat leverde vooral interessant, maar niet noodzakelijkerwijs mooi materiaal op. Soms grenst het 'interessante' zelfs aan het bizarre en onspeelbare. Deze periode wordt daarom wel vergeleken met de tweede helft van de 20e eeuw. Toch heeft deze periode zeker een belangrijke aanzet gegeven in de richting van het latere toonsysteem en de muziek van de renaissance.